# Belgisch voetbalelftal op de Olympische Zomerspelen 1900
Het Belgisch olympisch voetbalelftal was een van de deelnemende ploegen op de Olympische Zomerspelen 1900 in Parijs, Frankrijk. Op deze tweede editie van de Olympische Zomerspelen werd voetbal als demonstratiesport ingevoerd.

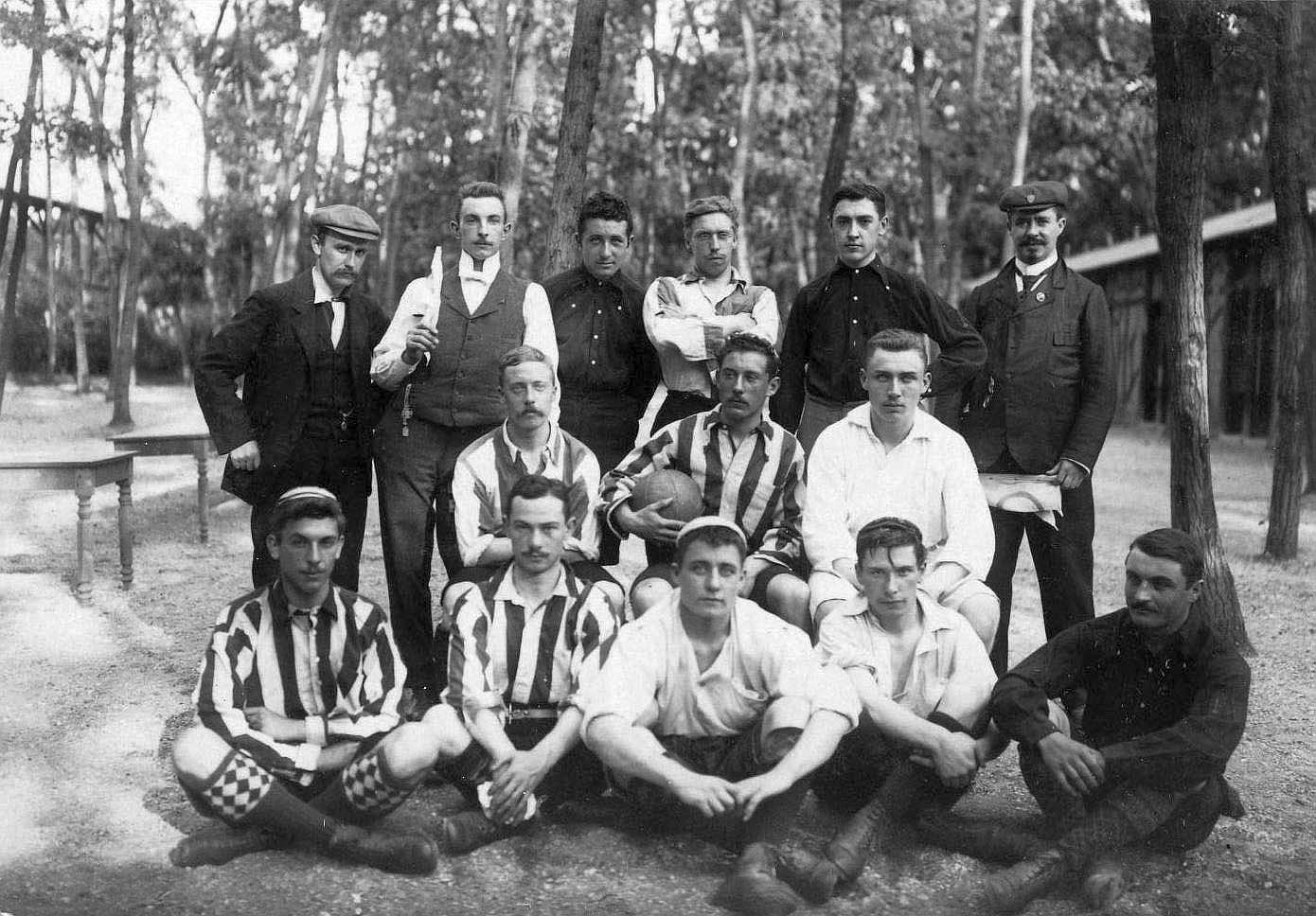
Het Belgisch studentenelftal op de Olympische Spelen in 1900.

## Belgisch studentenelftal
De Parijse club Club Français zou wedstrijden spelen tegen ploegen uit België, Engeland, Duitsland en Zwitserland. Uit de laatste twee landen werden uiteindelijk geen ploegen afgevaardigd. Voor België werd Racing Club de Bruxelles uitgenodigd, maar de Belgische landskampioen zag af van deelname. Hierop werd Frank König gevraagd een ploeg samen te stellen, maar deze slaagde daar niet in. Uiteindelijk kon er na het plaatsen van krantenadvertenties een ploeg van universiteitsstudenten worden geformeerd, waarin ook Nederlander Hendrik van Heuckelum en Engelsman Eric Thornton zaten die beide in België studeerden en bij Léopold Club de Bruxelles voetbalden. Met tien man werd afgereisd naar Parijs, waar de toevallig aanwezige Eugène Neefs werd overgehaald mee te spelen. De Belgen kwamen meteen in de eerste minuut op achterstand, maar konden de stand voor rust ombuigen naar een 1-2-voorsprong. Na rust werd de ploeg echter overklast en werd uiteindelijk met 6-2 verloren. Oorspronkelijk waren er geen medailles te winnen, maar veel later kende het IOC de Belgische ploeg de bronzen medaille toe.
|                   |                                                          |         |                                        |                                                                                        |
| 23 september 1900 | Club Français                                            | 6 - 2   | Belgisch studentenelftal               | Vélodrome Municipal de Vincennes, Parijs Toeschouwers: 1.500 Scheidsrechter: Jack Wood |
| 23 september 1900 | Peltier 1' (1-0) ' (2-2) ' (3-2) ' (4-2) ' (5-2) ' (6-2) | Verslag | ' (1-1) Spanoghe ' (1-2) Van Heuckelum | Vélodrome Municipal de Vincennes, Parijs Toeschouwers: 1.500 Scheidsrechter: Jack Wood |

 Parijs 1900 ·
 Saint Louis 1904 ·
 Londen 1908 ·
 Stockholm 1912 ·
 Antwerpen 1920 ·
 Parijs 1924 ·
 Amsterdam 1928 ·
 Berlijn 1936 ·
 Londen 1948 ·
 Helsinki 1952 ·
 Melbourne 1956 ·
 Rome 1960 ·
 Tokio 1964 ·
 Mexico-Stad 1968 ·
 München 1972 ·
 Montreal 1976 ·
 Moskou 1980 ·
 Los Angeles 1984 ·
 Seoel 1988 ·
 Barcelona 1992 ·
 Atlanta 1996 ·
 Sydney 2000 ·
 Athene 2004 ·
 Peking 2008 ·
 Londen 2012 ·
 Rio de Janeiro 2016